# Cooper van Grootel
Cooper van Grootel, né en 2001 à Perth (Australie-Occidentale), est un acteur australien. Il est notamment connu pour incarner Nate dans la série télévisée adaptée du roman éponyme One of Us Is Lying.

## Biographie
Il est originaire de la ville de Perth, capitale de l'Australie-Occidentale,.

## Carrière
C'est à l'âge de 12 ans qu'il décroche son tout premier rôle dans la série télévisée australienne The Legend of Gavin Tanner.
En 2021, il est annoncé au casting du film One True Loves, une romance basée sur le roman à succès du même nom de Taylor Jenkins Reid, dirigé par Andy Fickman.

## Filmographie

### Cinéma
- 2017 : Jasper Jones : Batsman
- 2020 : Go! : Dean Zeta
- 2021 : No Running : Wyatt
- 2022 : One True Loves : Jesse jeune
- À venir : Snow Valley

### Séries télévisées
- 2014 : The Legend of Gavin Tanner : Jayden
- 2017 : Unverified : Jackson (7 épisodes)
- 2018 : Monday Night Menace : Daniel (4 épisodes)
- 2018 : Chardonnay Life : Brucey
- 2018 : Mystery Road : Brayden Cooper
- 2019 : The Heights : Jackson
- 2020 : Collapse : James Grace
- 2020 : User Not Found : Aero (4 épisodes)
- 2021 : One of Us Is Lying : Nate Macauley (16 épisodes)
- À venir : Savage River (6 épisodes)